# Bíblia Leskovec-Dresden
A Bíblia Leskovec-Dresden ou a Bíblia Dresden ( Bíblia leskovecko-drážďanská ou Bíblia drážďanská ) é o manuscrito mais antigo conhecido, com a tradução completa da Bíblia do latim para o idioma tcheco. É a Bíblia completa mais antiga em qualquer idioma eslavo ao mesmo tempo.

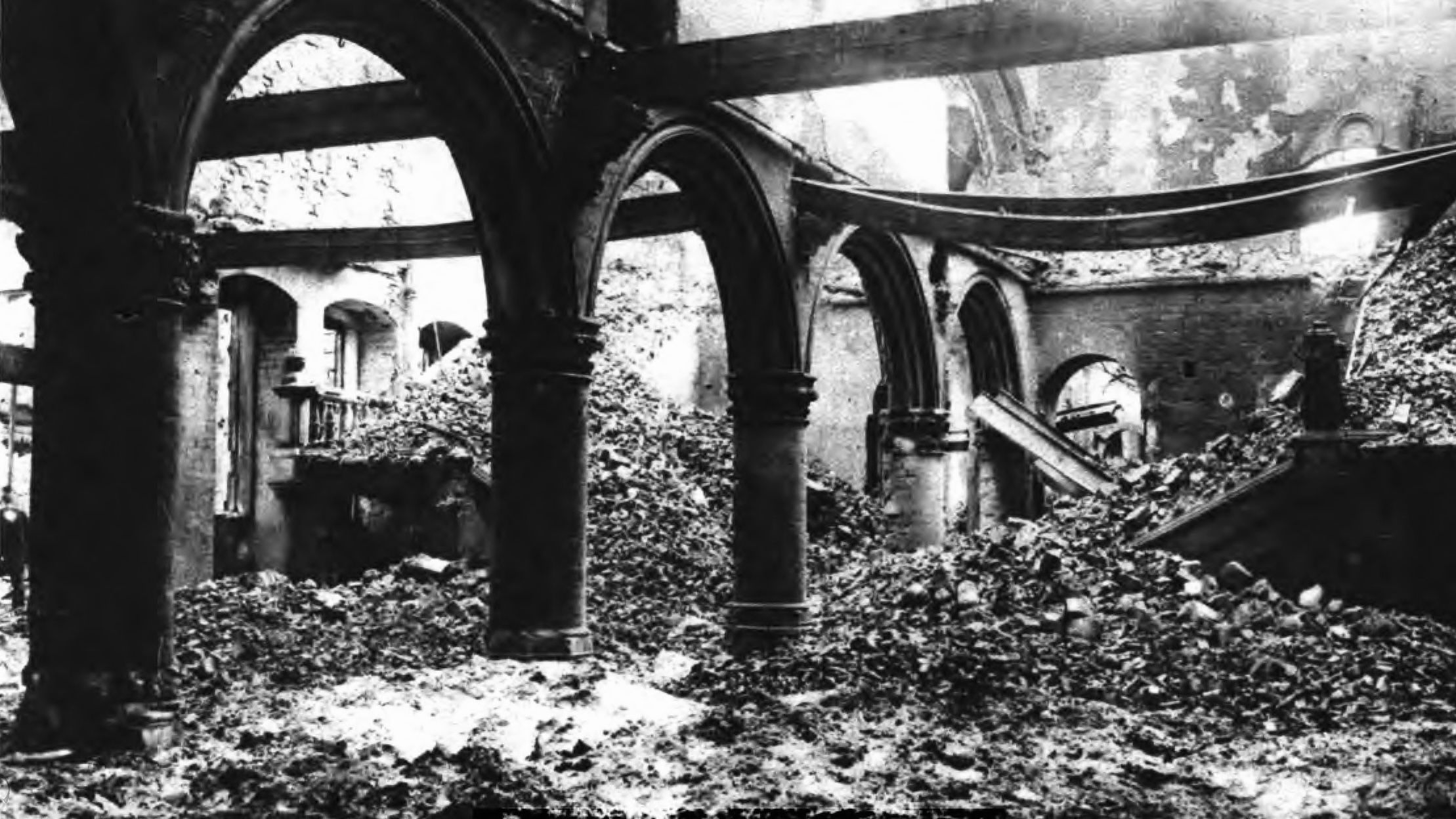
Destruição da biblioteca da universidade em Lovaina, 1914

A Bíblia foi escrita aproximadamente no período de 1365 a 1375. Foi destruído por um incêndio em Lovaina (para onde foi enviado para fotocópia) em 1914. Um terço do texto sobreviveu em fotografias e cópias em preto e branco.